# سحر نوروزاده
سحر نوروزاده (بالفارسية: سحر نوروززاده) (بالإنجليزية: Sahar Nowrouzzadeh) هي مستشارة سياسية أمريكية من أصل إيراني ولدت في سنة 1982 في بلدة ترومبول في ولاية كونيتيكت في الولايات المتحدة، سبق لها العمل مع 3 إدارات أمريكية وقد سبق شغلها منصب مستشارة الأمن القومي في البيت الأبيض لإدارة أوباما لشؤون إيران من سنة 2014 إلى سنة 2016 وعرفت بكونها المساهمة الأولى للإتفاقية النووية الإيرانية.